# Akkord
Akkordnak vagy hangzatnak nevezzük a hangsor több meghatározott fokának együttes megszólalását. Meghatározott két fok megszólalása úgynevezett üres akkordot, három foké hármashangzatot, négyé négyeshangzatot ad stb.
Az akkordok alapvető tulajdonságaival és viszonyaikkal, módosításaikkal és egymásba alakításukkal, tonikai funkcióikkal és azok alkalmazásaival, valamint az akkordfűzés és a szólamvezetés szabályaival az összhangzattan foglalkozik. Az akkordok nevezéktanának megértéséhez azonban elegendő azok szerkezeti felépítésével megismerkedni.

## Az akkordok szerkezeti felosztása
A legtisztább, természetes hangzatok a zenei hangok felhangsorának legerősebb első részhangjaiból állnak.

### Üres hangzat
Egy zenei hang legerősebb felhangjai között csak az alaphang oktávjai és kvintje fordul elő, amik együtt a legharmonikusabb hangzatot eredményezik. A diatonikus hangsor 1. és 5. fokának együttes megszólalását ezért szokás a középső hangjától megfosztott hármashangzatnak is tekinteni, és ilyetén származtatása okán a neve üres akkord:
- üres akkord: tiszta kvint (c-g); jelölése: C5.

### Hármashangzatok
Egy zenei hang felhangsorában az oktávok és a kvint után az alaphang terce a következő diatonikus fok, amely megszólal, így születik az első teljes hármashangzat (triád, triász), a dúr akkord (nagy terc esetén). A hármashangzatok alapvetően a diatonikus skála 1., 3. és 5. fokát szólaltatják meg, amelyek közül az 5. fok, a hangközökhöz hasonlóan, kromatikusan módosítható.
Alaphelyzetben, vagyis amikor az 1. fok egyben az akkord legalacsonyabb hangja is (más szóval: az alaphang van a basszusban), a hármashangzat az alaphang tercének minőségétől és kvintjének tisztaságától függően lehet
- nagy hármas (dúr akkord): nagy terc, tiszta kvint (c-e-g); jelölése: C
- kis hármas (moll akkord): kis terc, tiszta kvint (c-esz-g); jelölése: Cm, c
- bővített hármas: nagy terc, bővített kvint (c-e-gisz); jelölése: C+, C5+, Caug (augmentatio)
- szűkített hármas: kis terc, szűkített kvint (c-esz-gesz); jelölése: C°, Cdim (diminutio).

A hangközfordításhoz hasonlóan azonban hangzatfordítás is létezik. A hármashangzat fordításán értjük azt a műveletet, melynek során a basszusba nem az alaphangot, hanem annak tercét vagy kvintjét helyezzük:
- A hármashangzat alap állapotában az alaphangja van a basszusban. Az alaphang és a legfelső hang (akkord kvintje) (tiszta)kvint távolságban van, ezért az ilyen akkord megnevezése kvintakkord.

- A hármashangzat első fordításakor az akkord terce a basszusba kerül, alaphangja pedig a legmagasabb hang lesz. A legalsó hang (akkord terce) és a legfelső hang (alaphang) (kis)szext hangtávolságra van egymástól, ezért az ilyen akkordfordítás megnevezése szextakkord.
- A hármashangzat második fordításakor az akkord kvintje kerül a basszusba, terce pedig a legmagasabb hang lesz. A legalsó hang (akkord kvintje) és a középső hang (akkord alaphangja) (tiszta)kvart hangtávolságra van egymástól, a legalsó hang és a legfelső hang (akkord terce) (nagy)szext hangtávolságra vannak egymástól, ezért az ilyen akkordfordítás megnevezése kvartszextakkord.

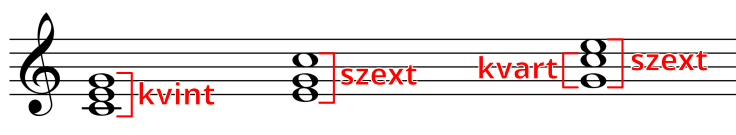
A C-dúr hármashangzat fordításai hangközjelölésekkel

Az elnevezések történeti oka, hogy eredetileg a megszólaló legalsó hangtól, vagyis a basszustól számították a hangközöket. A hangköz-fordítások az akkordok minősítését is megfordítják: egy szűkített akkord első megfordítása tehát egy bővített szextakkord lesz stb.

### Négyeshangzatok
A felhangsorban megjelenő következő diatonikus fok, amely megszólal, a kis szeptim, így születik az első teljes négyeshangzat, a domináns szeptimakkord. A négyeshangzatok a diatonikus skála 1., 3., 5. és 7. fokát szólaltatják meg, amelyek közül az 5. fok hiányozhat, ettől azonban a hangzatot továbbra is négyeshangzatnak, ún. hiányos szeptimakkordnak tekintjük.
A hármashangzatok mindegyike kiegészíthető az alaphang 7. fokával, aminek révén a domináns szeptimakkord mellett további négyeshangzatok, ún. mellék-szeptimakkordok nyerhetők. Most a C hangra építhető négyeshangzatokat közöljük. Megjegyezzük, hogy az akkordok, különösen pedig a szeptimakkordok elnevezése országonként, zeneiskolánként változó, és még Magyarországon belül sem egységes.
- domináns szeptimakkord: nagy hármas, kis szeptim (c-e-g-b);
- hiper dúr (dúr, dúr major) szeptim: nagy hármas, nagy szeptim (c-e-g-h);
- pentaton (moll) szeptim: kis hármas, kis szeptim (c-esz-g-b);
- hiper moll (összhangzatos moll, moll major) szeptim: kis hármas, nagy szeptim (c-esz-g-h);
- bővített (hiperbővített, bővített major) szeptim: bővített hármas, nagy szeptim (c-e-gisz-h);
- bővített domináns (bővített kvintű domináns) szeptim: bővített hármas, kis szeptim (c-e-gisz-b);
- félszűkített (ti-, szubmoll) szeptim: szűkített hármas, kis szeptim (c-esz-gesz-b);
- szűkített szeptim: szűkített hármas, szűkített szeptim (c-esz-gesz-bebé);
- szűkített major (hiperszűkített) szeptim: szűkített hármas, nagy szeptim (c-esz-gesz-h);

A négyeshangzatok megfordításainak elnevezése ugyancsak a mindenkori legalsó hangtól számított hangközök szerint történik, tehát hogy a basszushangtól milyen hangköztávolságra van a szeptimhang, illetve az alaphang:
- Egy négyeshangzat első megfordítása, ha az akkord terce van a basszusban, ekkor kvintszextakkordról beszélünk.
- Egy négyeshangzat második megfordítása, ha az akkord kvintje van a basszusban, ekkor terckvartakkordról beszélünk.
- Egy négyeshangzat harmadik megfordítása, ha az akkord szeptimje van a basszusban, ekkor szekundakkordról beszélünk.

Fontos zenei szabály, hogy a négyeshangzatok megfordításai nem lehetnek hiányosak, vagyis a szeptimakkordok megfordításai mindig teljesek.

### Összetettebb akkordok
A felhangsorban a szeptim után megjelenő diatonikus fokok már nagyon gyengék ugyan, de még tiszta hangzást biztosítanának. A négyeshangzatokra épülő összetettebb akkordok (ötös-, hatos- stb. hangzatok), és az akkordok egyébként is lehetséges alterációi azonban korántsem merítik ki a hangok pusztán logikailag felépíthető kombinációit, zeneileg ugyanis nem minden kombinációnak lenne értelme.
A négyeshangzatokra épülő összetettebb akkordok közül a leginkább használatos a szeptimakkordot a 9. fokkal bővítő nónakkord, ami még tovább bővíthető a 11. vagy 13. fokkal (undecim- és tredecim-[tercdecim-]akkord). Ezek a hangzatok a zenei gyakorlatban is sűrűn előfordulnak, de gyakran hiányos formában úgy, hogy a legmagasabb fok alatti fokok egyike-másika kimarad a hangzatból.

## Az akkordok megnevezése és jelölései
Az akkordok nevezéktana többé-kevésbé egységes, összefüggő rendszert alkot, ám a jelölések a hangszeres gyakorlatnak megfelelően szerteágazó, gyakran többértelmű vagy ellentmondásos jelentésű elemeket is tartalmazhatnak. Ha a hangjegyes ábrázolástól eltekintünk, akkor két fő jelölésrendszerrel találkozhatunk: a barokk korszaktól kezdve széleskörűen alkalmazott számozott basszus jelöléssel, és a hangszeres gyakorlat során elterjedten használt betűs akkordjelzéssel. Az egyes hangszereken megszólaltatható akkordokat az akkordjátékhoz mellékelt technikai útmutatóval együtt szokás ún. akkordtáblázatokban és/vagy fogástáblázatokban összefoglalni.

### Számozott basszus
A számozott basszus jelölés eredetileg a lekottázott basszus szólam hangjegyei fölé írt számokkal azonosítja az akkordokat. A hangnem ismeretében azonban a szólamkotta is elhagyható, és a számozott jelölést ekkor az alaphang (ami fordítások esetén nem azonos a basszussal) római számmal jelzett foka mellé írják. Az aktuális hangnem alapskálájától való eltérésekre a felső indexbe kiírt módosítójelekkel lehet utalni. Az egyes akkordtípusokhoz tartozó fontosabb számjelölések a következőképpen alakulnak:
- alaphelyzetű hármashangzat: /semmi/
- hármashangzat első fordítása (szextakkord): 6
- hármashangzat második fordítása (kvartszextakkord): {\displaystyle ^{6 \atop 4}}
- alaphelyzetű négyeshangzat (szeptimakkord): 7
- négyeshangzat első fordítása (kvintszextakkord): {\displaystyle ^{6 \atop 5}}
- négyeshangzat második fordítása (terckvartakkord): {\displaystyle ^{4 \atop 3}}
- négyeshangzat harmadik fordítása (szekundakkord): 2

Így például az ötödik fokra épülő kvintszextakkordot a következőképpen jelöljük számozott basszussal: {\displaystyle V^{6 \atop 5}}

### Betűs akkordjelölés
Ezeket a jelzéseket a főleg a jazzben és általában a szórakoztató zenében széleskörűen alkalmazzák, és országonként szintén mutatkozhatnak kisebb eltérések. A magyar gyakorlat az angolszász rendszert elvben változtatás nélkül átvette, de találkozhatunk a H hang magyar jelölésének megtartásával (ami leszállítva azonban már Bb).
Eredendően a betűs akkordjelölés egy hangnévjelzéssel kezdődik, amit az akkordtípus, valamint az esetleges fordítás vagy eltérő basszushang (ún. perbasszus) megjelölése követ, például C: C-dúr akkord,  C/E: C-dúr akkord E basszussal, azaz szextfordítás, vagy: Ab/Bb: Asz-dúr akkord B basszussal, Ab7/Bb: Asz-dúr domináns szeptimakkord B basszussal.
Hangnévjelzésen a szükséges módosítójellel megtoldott alaphangot értjük (például A, C#, Eb), az angol-amerikai kultúrkörben azonban a magyar H hangot B-vel, a B-t Bb-vel jelölik. Az alaphang nagybetűs jelölése további jelzés nélkül is dúr hármashangzatra utal. Moll hármas vagy abból származtatott szeptimakkord stb. esetén a minor szóból származó min, mi, m illetve - jelölés egyaránt használatos, de az alaphang kisbetűs jelölése is jelölheti ezt.
Az akkordtípust számjelölések, illetve azokat megelőző rövidítések azonosítják. Az egyes számjelölések a következő fokok megszólalását jelzik:
- /semmi/: 1-3-5 (hármashangzat)
- 2: 1-2-3-5 (hozzáadott szekund, add2)
- 4: 1-3-4-5 (hozzáadott kvart, add4)
- 5: 1-5 (üres akkord)
- 6: 1-3-5-6 (kvintszextakkord, e jelölés vonatkozásában az „alaphang” a basszus hangját jelenti, azaz: hármashangzat hozzáadott nagy szexttel)
- 7: 1-3-5-7 (kis szeptim, azaz domináns szeptimakkord, -7, m7, min7 esetén értelemszerűen moll szeptimakkord, o7 esetén kivételesen szűkített szeptimakkord)
- M7, Ma7, Maj7, maj7, háromszög : 1-3-5-7, nagy szeptim, azaz major szeptimakkord
- 9: 1-3-5-7-9 (nónakkord)
- 11: 1-3-5-7-11 (undecimakkord)
- 13: 1-3-5-7-13 (tredecimakkord)

A számjelölések előtt (az akkordtípus jelölésének keretében) alkalmazott rövidítések a következők lehetnek:
- dom: a domináns akkord jele, a dom7 akkordjelzés helyett azonban a legtöbbször csupán a 7 szám jelöli a domináns szeptimakkordot, vagyis a rövidítés elhagyható;
- aug: a bővített kvintű akkord jele, a bővítés jelzésére néha a + jelet is használják;
- dim: a szűkített akkord jele, a szűkítés jelzésére néha a 0 számjegyet is használják;
- áthúzott 0: a félszűkített szeptimakkord jele, néha a moll szeptimből a kvint lefelé történő módosításával (7b5) származtatják;
- sus: a késleltetett (suspensus) akkord jele, sus2 esetén a terc helyett szekundot, sus4 esetén a terc helyett kvartot játszunk, majd a hangzat rögtön oldódik a megfelelő dúrra vagy mollra;
- add: az akkordhoz adott további (additae) fokok jelzésére szolgál.

Ezen kívül az akkordjelzés kiegészülhet az egyes fokok módosításának jelzésével, ami rendre a megfelelő módosítójel és a fokszám hozzáírását jelenti. Az akkordfordításokat vagy az akkordtól idegen basszushangot (pl. orgonapont esetén) a betűs akkordjelölésben a basszus hang konkrét megnevezésével jelezzük, amit az akkordjelölést követő / jel után írunk. Stilisztikai megjegyzés, hogy a basszus kivételével a hangnévjelzést követő valamennyi kiegészítő jelet szokás a felső indexbe írni.
Példák:
| Akkord     | Megszólaló hangok              | Akkordtípus                               |
| C          | C + E + G                      | dúr akkord                                |
| Cm, c      | C + Eb + G                     | moll akkord                               |
| Cdim, C0   | C + Eb + Gb                    | szűkített akkord                          |
| C7         | C + E + G + Bb                 | domináns szeptimakkord                    |
| CM7        | C + E + G + H                  | dúr major szeptimakkord                   |
| Cm7        | C + Eb + G + Bb                | moll szeptimakkord                        |
| CM7+5      | C + E + G# + H                 | bővített major szeptimakkord              |
| Cm7b5      | C + Eb + Gb + Bb               | félszűkített szeptimakkord                |
| Cdim7      | C + Eb + Gb + Bbb              | szűkített szeptimakkord                   |
| C9         | C + E + G + Bb + D             | domináns nónakkord                        |
| Cm9add7#   | C + Eb + G + H + D             | összhangzatos moll-nónakkord              |
| Cm7add11   | C + Eb + G + Bb + F            | moll szeptimakkord hozzáadott undecimával |
| C13add9b5b | C + E + Gb + Bb + Db + (F) + A | nagytercű félszűkített tredecimakkord     |

## Hangzat-rendszerek
Kétféle hangzat-rendszer létezik:
- latin: ide tartoznak a francia, a spanyol és olasz zene. Ez a rendszer a dúr skála alaphangjára és annak hangsorára támaszkodva képezi a különböző hangzatokat, amelyek számát 13 törzshangzatban állapítja meg, és minden más hangzati alkalmazást a mesterséges alakítás variánsaira vezet vissza. Emellett rendszerét a disszonáns akkordok egyetlen változatlan feloldási szabályára alapozza.
- germán: ez a fajta a német és vele (kulturálisan) rokon területeken terjedt el. Ez a rendszer a dúr skála hangsora mellett még a moll skáláét is képződési kiinduláspontul veszi, és ezáltal a hozzátartozandóság alapján nemcsak kiszélesíti, hanem sokkal bonyolultabbá teszi.

A két rendszerben eltérők az elnevezések, de a végeredmény ugyanaz.